# Sarah Sprinz
Sarah Sprinz (* 1996 in Tettnang) ist eine deutsche Schriftstellerin.

## Leben
Sarah Sprinz lebte wegen ihres Studiums der Humanmedizin vorübergehend in Aachen, bis sie wieder in ihre Geburtsstadt Tettnang am Bodensee zurückkehrte. Dort arbeitet sie neben ihrem Studium als Autorin und freie Journalistin.
Sprinz begann mit vierzehn Jahren auf einer Online-Plattform eine dreiteilige Fan-Fiction zu schreiben, die inzwischen nicht mehr online verfügbar ist. 2017 veröffentlichte sie ihren Debütroman Das Leben zwischen Jetzt und Hier, der erste Band der Jetzt und Hier-Trilogie, zunächst unter dem Pseudonym Cara Mattea in Selbstpublikation. Band zwei und drei folgten 2017 und 2018. Die gesamte Trilogie wurde 2021 unter ihrem weiteren Pseudonym Sarah Heine neu bearbeitet und als MIRA Taschenbuch in der Verlagsgruppe HarperCollins Deutschland unter dem Titel Feel-like-Reihe neu verlegt.
Unter ihrem Klarnamen publizierte Sprinz 2020 und 2021 die Trilogie University of British Columbia im Bastei Lübbe Verlag. Kurz nach Erscheinen wurde What if we Drown beim LovelyBooks Leserpreis in der Kategorie Bester Buchtitel mit dem zweiten Platz bewertet.  Im März 2021 erreichte What if we Stay und im Juli 2021 What if we Trust eine Platzierung in der Spiegel-Bestsellerliste in der Kategorie Paperback Belletristik.
Mit Anywhere, dem ersten Band der 2022 im LYX Verlag erschienenen Romance Reihe Dunbridge Academy, erreichte Sprinz den Rang eins der Spiegel-Bestsellerliste in der Kategorie Paperback Belletristik. Band 2, Anyone und Band 3, Anytime der Dunbridge Academy Trilogie platzierten sich ebenfalls auf den vorderen Rängen der Spiegel-Bestsellerliste.
Im Juli 2022 veröffentlichte Sprinz mit In unserem Universum sind wir unendlich ihren ersten Jugendroman im Thienemann-Esslinger Verlag.
Auf der von Media Control ermittelten Streaming-Chart von BookBeat im Juli 2021 landeten die Hörbücher von Band eins und drei der Trilogie University of British Columbia auf Platz siebzehn und vier.

## Werke (Auswahl)

### Sarah Sprinz
Infinty Falling
- Mess Me Up (Band 1). Bastei Lübbe, Köln 2023
- Change My Mind (Band 2). Bastei Lübbe, Köln 2024
- Bring Me Home (Band 3). Bastei Lübbe, Köln 2024

#### University of British Colombia
- What if we drown (Band 1). Bastei Lübbe, Köln 2020, ISBN 978-3-7363-1448-1.
- What if we stay (Band 2). Bastei Lübbe, Köln 2021, ISBN 978-3-7363-1463-4.
- What if we trust (Band 3). Bastei Lübbe, Köln 2021, ISBN 978-3-7363-1490-0.

#### Dunbridge Academy
- Anywhere. Band 1, Bastei Lübbe, Köln 2022, ISBN 978-3-7363-1635-5.
- Anyone. Band 2, Bastei Lübbe, Köln 2022, ISBN 978-3-7363-1684-3.
- Anytime. Band 3, Bastei Lübbe, Köln 2022, ISBN 978-3-7363-1685-0.
- Anymore. Band 4, Bastei Lübbe, Köln 2025, ISBN 978-3-7363-2339-1.

#### Einzelwerke
- In unserem Universum sind wir unendlich. Thienemann-Esslinger, Stuttgart 2022, ISBN 978-3-522-20278-7.

### Sarah Heine
- Feel-like-Reihe – Feels like Love. HarperCollins Deutschland, Hamburg 2021, ISBN 978-3-7457-0162-3.
- Feel-like-Reihe – Feels like Loss. HarperCollins Deutschland, Hamburg 2021, ISBN 978-3-7457-0169-2.
- Feel-like-Reihe – Feels like Forever. HarperCollins Deutschland, Hamburg 2021, ISBN 978-3-7457-0175-3.

## Auszeichnungen
- 2020: LovelyBooks Leserpreis Silber in der Kategorie Bester Buchtitel für What if we Drown.
- 2022: LovelyBooks Community Award Gold in der Kategorie Liebesromane für Dunbridge Academy - Anywhere.[16]
- 2022: LovelyBooks Community Award Gold in der Kategorie Bestes Hörbuch für Dunbridge Academy - Anywhere.[16]